# Alafaya
Alafaya es un lugar designado por el censo ubicado en el condado de Orange en el estado estadounidense de Florida. En el Censo de 2010 tenía una población de 78.113 habitantes y una densidad poblacional de 792,55 personas por km².

## Geografía
Alafaya se encuentra ubicado en las coordenadas 28°31′5″N 81°10′43″O / 28.51806, -81.17861. Según la Oficina del Censo de los Estados Unidos, Alafaya tiene una superficie total de 98.56 km², de la cual 98.31 km² corresponden a tierra firme y (0.25%) 0.25 km² es agua.

## Demografía
Según el censo de 2010, había 78.113 personas residiendo en Alafaya. La densidad de población era de 792,55 hab./km². De los 78.113 habitantes, Alafaya estaba compuesto por el 71.5% blancos, el 10.4% eran afroamericanos, el 0.31% eran amerindios, el 6.79% eran asiáticos, el 0.07% eran isleños del Pacífico, el 6.89% eran de otras razas y el 4.04% pertenecían a dos o más razas. Del total de la población el 32.58% eran hispanos o latinos de cualquier raza.